# Vitorlázás az 1956. évi nyári olimpiai játékokon
Az 1956. évi nyári olimpiai játékokon a vitorlázásban öt számot bonyolítottak le.

## Éremtáblázat
(A rendező ország csapata eltérő háttérszínnel, az egyes számoszlopok legmagasabb értéke, vagy értékei vastagítással kiemelve.)
| Az 1956. évi nyári olimpiai játékok éremtáblázata vitorlázásban | Az 1956. évi nyári olimpiai játékok éremtáblázata vitorlázásban | Az 1956. évi nyári olimpiai játékok éremtáblázata vitorlázásban | Az 1956. évi nyári olimpiai játékok éremtáblázata vitorlázásban | Az 1956. évi nyári olimpiai játékok éremtáblázata vitorlázásban | Olimpia  |
| --------------------------------------------------------------- | --------------------------------------------------------------- | --------------------------------------------------------------- | --------------------------------------------------------------- | --------------------------------------------------------------- | -------- |
|                                                                 | Ország                                                          | Arany                                                           | Ezüst                                                           | Bronz                                                           | Összesen |
| 1.                                                              | Svédország (SWE)                                                | 2                                                               | 0                                                               | 0                                                               | 2        |
| 2.                                                              | Dánia (DEN)                                                     | 1                                                               | 1                                                               | 0                                                               | 2        |
| 3.                                                              | Egyesült Államok (USA)                                          | 1                                                               | 0                                                               | 1                                                               | 2        |
| 4.                                                              | Új-Zéland (NZL)                                                 | 1                                                               | 0                                                               | 0                                                               | 1        |
|                                                                 |                                                                 |                                                                 |                                                                 |                                                                 |          |
| 5.                                                              | Nagy-Britannia (GBR)                                            | 0                                                               | 1                                                               | 2                                                               | 3        |
| 6.                                                              | Ausztrália (AUS)                                                | 0                                                               | 1                                                               | 1                                                               | 2        |
| 7.                                                              | Belgium (BEL)                                                   | 0                                                               | 1                                                               | 0                                                               | 1        |
| 7.                                                              | Olaszország (ITA)                                               | 0                                                               | 1                                                               | 0                                                               | 1        |
|                                                                 |                                                                 |                                                                 |                                                                 |                                                                 |          |
| 9.                                                              | Bahama-szigetek (BAH)                                           | 0                                                               | 0                                                               | 1                                                               | 1        |
|                                                                 |                                                                 |                                                                 |                                                                 |                                                                 |          |
| Összesen                                                        | Összesen                                                        | 5                                                               | 5                                                               | 5                                                               | 15       |

## Érmesek
| Az 1956. évi nyári olimpiai játékok érmesei vitorlázásban |                                                                                  | |                                                                                    |
| Versenyszám                                               | Arany                                                                            | Ezüst | Bronz                                                                              |
| Finn dingi                                                | Paul Elvstrøm · Dánia (DEN)                                                      | André Nelis · Belgium (BEL)                                                                              | John Marvin · Egyesült Államok (USA)                                               |
| Csillaghajó                                               | Egyesült Államok (USA) · Kathleen · Herbert Williams · Lawrence Low              | Olaszország (ITA) · Merope · Agostino Straulino · Nicolò Rode                                            | Bahama-szigetek (BAH) · Gem IV · Durward Knowles · Sloan Farrington                |
| 5,5 méter                                                 | Svédország (SWE) · Rush V · Lars Thörn · Hjalmar Karlsson · Sture Stork          | Nagy-Britannia (GBR) · Vision · Robert Perry · Neil Kennedy-Cochran-Patrick · John Dillon · David Bowker | Ausztrália (AUS) · Buraldoo · Jock Sturrock · Devereaux Mytton · Douglas Buxton    |
| Sharpie osztály                                           | Új-Zéland (NZL) · Jest · Peter Mander · Jack Cropp                               | Ausztrália (AUS) · Falcon IV · Rolly Tasker · John Scott                                                 | Nagy-Britannia (GBR) · Chuckles · Jasper Blackall · Terence Smith                  |
| Sárkányhajó                                               | Svédország (SWE) · Slaghöken II · Folke Bohlin · Bengt Palmquist · Leif Wikström | Dánia (DEN) · Tip · Ole Berntsen · Cyril Andresen · Christian von Bülow                                  | Nagy-Britannia (GBR) · Blue Bottle · Graham Mann · Ronald Backus · Jonathan Janson |